# Варрі Вулвз
Футбольний клуб Варрі Вулвз або просто «Варрі Вулвз» (англ. Warri Wolves Football Club) — професіональний нігерійський футбольний клуб з міста Лагос. До 2003 року базувався в місті Варрі, штаті Дельта, але переїхав у місто Лагос після виходу клубу до нігерійської Прем'єр-ліги в 2003 році.

## Історія
Заснований в 1998 році в місті Варрі під назвою ФК «Нігерія Порт-Ауториті», під яким команда виступала до 2009 року. Після створення плей-оф «Супер 4» НПА, команда посіла одне з трьох місць внизу турнірної таблиці, здобувши лише 10 перемог в 34-ох матчах чемпіонату, та вилетіла до нижчого дивізіону. Команда підвищилася в класі в 2003 році після того як стала срібним призером другого дивізіону. ФК НПА завершила чемпіонат сезону 2004/05 років в нижній частині турнірної таблиці, зовсім поряд із зоною вильоту, після чого було оголошено про те, що 16 з 40 гравців команди залишать клуб. В сезоні 2005/06 років клуб знову вилетів до нижчого дивізіону, але в квітні 2007 року після договору з урядом штату Дельта знову повернувся. На початку 2009 року команда змінила свою назву на «Варрі Вулвз», стала переможцем Першого дивізіону (B) й здобула путівку до Прем'єр-ліги на сезон 2009 року. Вовки набрали 59 очок (18 перемог, 5 нічиїх та 7 поразок), забили 42 м'ячі та пропустили 16. Проте вони були визнані винними в сутичці, яка сталася 8 березня 2008 року під час матчу з ФК «Ферст Банк» (0:0), в ході якої зазнали різноманітних травм 7 гравців та офіційних осіб команди-суперниці. Першу частину сезону 2008/09 років вони були змушені зіграти в Олех, оскільки «Варрі Стедіум» був закритий для проведення ремонтних робіт.

## Досягнення
- Прем'єр-ліга (Нігерія)
  -  Срібний призер (1): 2014/15

## Статистика виступів на континентальних турнірах
| Сезон | Турнір                 | Раунд      | Клуб                   | Вдома | На виїзді | Загалом    |
| ----- | ---------------------- | ---------- | ---------------------- | ----- | --------- | ---------- |
| 2002  | Кубок КАФ              | 1          | Джоліба                | 2-1   | 0-3       | 2-4        |
| 2010  | Кубок конфедерації КАФ | Попередній | Атлетіко Олімпік       | 1-0   | 1-1       | 2-1        |
| 2010  | Кубок конфедерації КАФ | 1          | ЗЕСКО Юнайтед          | 3-0   | 0-2       | 3-2        |
| 2010  | Кубок конфедерації КАФ | 2          | КАПС Юнайтед           | 2-1   | 0-2       | 2-3        |
| 2012  | Кубок конфедерації КАФ | 1          | Каллон                 | 2-0   | 0-0       | 2-0        |
| 2012  | Кубок конфедерації КАФ | 2          | Блек Леопардс          | 3-1   | 0-2       | 3-3 (в.г.) |
| 2016  | Ліга чемпіонів КАФ     | Попередній | Спортінг (Прая-Круж)   | т.п.1 | т.п.1     | т.п.1      |
| 2016  | Ліга чемпіонів КАФ     | 1          | Аль-Меррейх (Омдурман) | 0-1   | 0-1       | 0-2        |

1- «Спортінг» (Прая-Круж) залишив турнір.

## Відомі гравці
- Прінс Ефе Егіробо
- Річард Еромоігбе
- Емануель Носахар Ігебор
- Крістіан Ін'ям
- Фегор Огуде
- Генрі Окоча
- Ентоні Уджа
- Езенвафор Узочукву Ікенна